# 三三昧
三三昧（梵語：trayaḥ-samādhayaḥ；巴利語：tayo-samādhī），又譯三三摩地、三等持，佛教術語，為三種三昧的合稱。由此三昧可達致涅槃解脫，故又稱三解脫門（梵語：trīṇi vimokṣa-mukhāni；巴利語：tīṇi vimokkha-mukhāni）。

## 概論
三三昧，為三種三昧的合稱。在《雜阿含經》中，將空三昧（śūnyatā-samādhi）、無相三昧（animitta-samādhi）與無所有三昧（ākiṃcanya-samādhi）併舉，以空三昧為首，稱之為聖法印。《中阿含經》、《長阿含經》則以無願（apraṇihita）三昧，取代無所有三昧。在阿毘達摩時代，將這三種三昧，併稱為三三昧。隨著學派的變化，三三昧的定義也有改變。
在《雜阿含經》中，三三昧有次第關係，由修習空三昧，進入無相三昧，達至無所有三昧，進一步觀察無常，最終至於解脫涅槃。

## 分類
釋迦牟尼曾以無相三昧(巴利語：animitta ceto-samādhi；梵語：ānimitta ceta samādhi，無相心定)來除病痛苦受，安稳身心，住世說法
。

## 類似內容
在密宗無上瑜伽續中，也有三等持或三三昧的說法，但其內容不同。